# Хауэлл (округ)
Округ Хауэлл (англ. Howell County) — округ штата Миссури, США. Население округа на 2009 год составляло 38 921 человек. Административный центр округа — город Уэст-Плейнс.

## История
Округ Хауэлл основан в 1857 году.

## География
Округ занимает площадь 2403.5 км2.

## Демография
Согласно оценке Бюро переписи населения США, в округе Хауэлл в 2009 году проживало 38 921 человек. Плотность населения составляла 16.2 человек на квадратный километр.